# سلطانی (نام خانوادگی)
در زیر فهرستی از افراد با نام خانوادگی سلطانی آمده‌است:
- پوری سلطانی
- علی‌اصغر سلطانی
- اشکان سلطانی
- محمد سلطانی
- بهروز سلطانی
- بهزاد سلطانی
- سعید سلطانی
- حسن سلطانی
- فقیهه سلطانی
- مریم سلطانی
- شهره سلطانی
- امید سلطانی
- حسین سلطانی